# シュタイナー (小惑星)
シュタイナー (707 Steina) は小惑星帯に位置する小惑星である。ハイデルベルクのケーニッヒシュトゥール天文台でマックス・ヴォルフによって発見された。
ブレスラウ天文台の後援者だったシュタインという人物に因んで命名された。